# Silk road
Ne doit pas être confondu avec Silkroad Online.
Silk road (nom anglophone de la route de la soie) est un marché noir du Darknet qui a pour particularité d'utiliser le réseau Tor pour assurer l'anonymat à la fois des acheteurs et des vendeurs, dans le cadre de vente de produits illicites, notamment des stupéfiants.
Une première version du site a été fermée par le FBI en octobre 2013, mais une nouvelle version du site est rouverte quelques semaines plus tard par une autre personne sous le même pseudo Dread Pirate Roberts, avant d'être à nouveau fermée par le FBI le 6 novembre 2014.

## Description
Le site est dédié au commerce de tous les types de biens et services illégaux dans certains pays, notamment des stupéfiants,. Cependant, les administrateurs du site se réservent un droit de censure, interdisant la vente de certains biens et services, comme les cartes de crédit volées ou la pédopornographie.
Les ventes d'armes ont été bannies du site en 2012 et le site frère ouvert pour ce type de transactions a fermé en août 2012 pour manque d'activité.
Le site ne vend pas directement mais organise la mise en relation entre vendeurs et acheteurs en présentant un listing des produits aux acheteurs, et en offrant un système de paiement fondé sur un dépôt fiduciaire (escrow), le montant de la transaction étant bloqué par le site le temps de la réception du bien ou service, et débloqué à la demande de l'acheteur lors de la réception. Les administrateurs du site arbitrent les cas de litige.
Le site utilise seulement le bitcoin, une monnaie électronique dont la possession n'est pas nominative et qui est complètement séparée du système bancaire international.
L'acheminement des marchandises du vendeur vers l'acheteur se fait par les réseaux standards de distribution de courrier et colis. L'usage de cette méthode est rendu possible par le fait que ces opérateurs ne peuvent en général, pour des raisons aussi bien pratiques que déontologiques, inspecter tous les colis qu'ils transportent ou contrôler l'identité des expéditeurs. En outre, la réception d'un colis n'est pas nécessairement incriminante pour le destinataire, car celui-ci peut nier de façon plausible en avoir fait la commande, sous réserve qu'il soit capable de dissimuler les traces de son achat enregistrées sur son équipement informatique.
Bien qu'international, le site était essentiellement anglophone.

## Histoire

### Début
Les autorités américaines connaissaient le site et en juin 2011 un sénateur américain l'a publiquement dénoncé en appelant à sa fermeture immédiate. Cet appel était resté sans effet pendant plus de deux ans bien qu'une étude quantitative, menée en août 2012, tendait à montrer que le site prospérait.

### Fermeture par le FBI

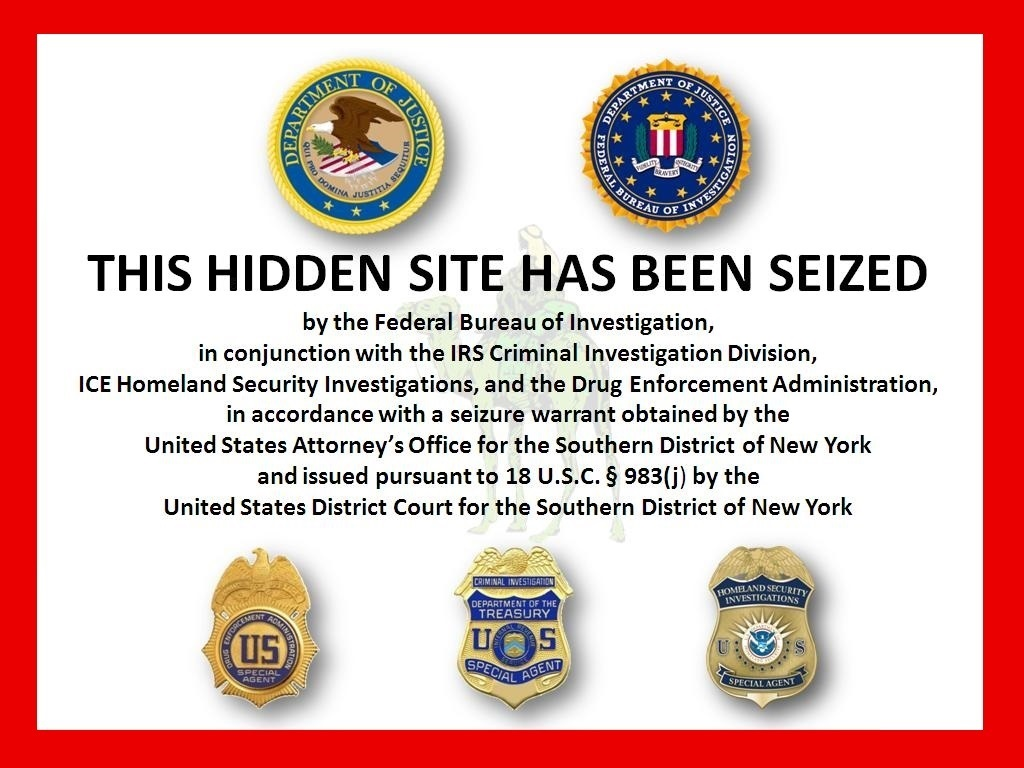
Image laissée visible sur le site après la saisie par le FBI.

Silk road a été saisi et fermé par le FBI le 2 octobre 2013, tandis que le même jour, le présumé chef du réseau, un Américain de 28 ans, Ross Ulbricht, a été arrêté à San Francisco.
L'enquête du FBI, qui a mobilisé une centaine d'agents fédéraux travaillant sous couverture, ordonnant des achats de stupéfiants jusqu'à livraison, a montré que la drogue, « d'une grande pureté », provenait de vendeurs résidant dans plus de dix pays européens, ainsi qu'aux États-Unis et au Canada. Ce trafic aurait généré des ventes de 1,2 milliard de dollars américains, pour un montant total de commission de 80 millions empochés par Silk Road (de 8 à 15 % pour chaque transaction). Ross Ulbricht, le fondateur du site, a été condamné à la réclusion à perpétuité le 29 mai 2015. Le 4 février 2015, il avait été reconnu coupable de sept chefs d'accusation. Ross Ulbricht avait amassé une fortune de 18 millions de dollars avec sa plate-forme depuis 2011.
Le 22 janvier 2025, deux jours après son investiture, le président Trump annonce lui avoir accordé une « grâce totale et inconditionnelle » ,.

### Réouverture et nouvelle fermeture
Quatre semaines après sa fermeture par le FBI, une deuxième version du site portant le même nom, reprenant la même charte graphique et fonctionnant sur le même principe est en ligne le mercredi 6 novembre 2013. Le site est rapidement repeuplé d'annonces et retrouve de nombreux utilisateurs.
Le 6 novembre 2014, le FBI, Europol et Eurojust annoncent l'arrestation de Blake Benthall, créateur du site agissant sous le pseudonyme de Defcon,. Dans son communiqué, le FBI affirme que la fermeture est le résultat d'une infiltration d'un enquêteur dans le groupe des administrateurs du site. Les autorités de cinq pays, dont la France, ont pris part à l'enquête. Le créateur présumé de la deuxième version de Silk Road ainsi que trois autres individus ont été arrêtés dans le cadre de la fermeture du site.
La version 3.1 a été fermée le 10 juillet 2017, en même temps que la plupart des sites du même genre sur le darkweb.

## Portage à l'écran
- Silk Road, film américain de 2021 écrit et réalisé par Tiller Russell (en) avec Jason Clarke.